# An einem Freitag um halb zwölf…
An einem Freitag um halb zwölf… ist ein deutsch-französisch-italienischer Spielfilm des Regisseurs Alvin Rakoff aus dem Jahr 1961 mit Nadja Tiller, Peter van Eyck und Jean Servais in den Hauptrollen. Das Drehbuch verfasste Frank Harvey. Die Handlung beruht auf dem gleichnamigen Roman von James Hadley Chase. In der Bundesrepublik Deutschland kam der Streifen am 16. Februar 1961 erstmals in die Kinos.

## Handlung
Südfrankreich gegen Ende der 1950er Jahre. Der Gangster Frank Morgan eröffnet den Kriminellen Bleck, Gypo und Kitson im „Café Bleu“ einen „todsicheren“, minutiös ausgeklügelten Plan: den Überfall auf ein gepanzertes Fahrzeug, das Woche für Woche Dollarnoten im Wert von rund einer Million als Sold für die amerikanischen Soldaten zum Militärstützpunkt Lieux transportiert. Nach anfänglichem Zögern begeistern sich die drei für das Vorhaben. Mit von der Partie ist dann noch Morgans Freundin Ginny.
In den folgenden Tagen wird jedes kleinste Detail des Planes sorgfältig geübt, bis jeder die ihm zugedachte Rolle im Schlaf beherrscht.
Der Tag des Raubzuges rückt näher. An einem Freitag um halb zwölf erwartet das Gangsterquintett den Geldtransporter. Die erste Aufgabe fällt Ginny zu. Getarnt mit blonder Perücke überholt sie mit ihrem Auto rasant das gepanzerte Fahrzeug, um kurz darauf mit Hilfe der Männer einen schweren Unfall vorzutäuschen. Ginny selbst spielt das Verkehrsopfer neben dem in Flammen stehenden Wagen. Als der Geldtransporter die Stelle erreicht, steigt erwartungsgemäß der Beifahrer aus, um der „Verletzten“ zu helfen. Darauf hat das männliche Gaunerquartett nur gewartet. Es kommt zu einer Schießerei, die mit dem Tod von Fahrer und Beifahrer endet. Rasch wird das gepanzerte Fahrzeug in einen präparierten Wohnwagen bugsiert. Ginny und der junge Kitson spielen ein Liebespaar und können auf diese Weise jede polizeiliche Kontrolle austricksen. Beim nächsten Halt gelingt es Gypo, eine Tür des geraubten Wagens zu öffnen. Plötzlich fallen zwei Schüsse und treffen Kitson tödlich. Die Schüsse konnte der Fahrer des Geldtransporters, der nur schwer verletzt ist, abgeben. Jetzt aber wird er von Frank Morgan erschossen.
Die Verbrecherbande rastet auf einem Campingplatz. Der aufgeweckte Junge Gino betrachtet argwöhnisch das Treiben der Vier und schlussfolgert, dass sie die gesuchten Täter sein müssen. Nachdem dieses Gerücht die Runde macht, suchen die Gangster das Weite und fahren hinauf in die Berge.
Gino hat die Polizei auf den Campingplatz gerufen und lenkt die Polizei auf die richtige Spur. Gypo will aussteigen und sich heimlich davonmachen, noch bevor die Polizei die Verbrecher aufspürt. Bleck bemerkt die Flucht und verfolgt ihn. Gypo versteckt sich in einer Höhle. Dort kriecht eine Giftschlange unter seinen Ärmel, beißt ihn. Bleck versucht noch, das Gift aus der Wunde zu entfernen, doch Gypo stirbt.
Den Ordnungshütern gelingt es, die letzten drei Überlebenden – Morgan, Bleck und Ginny – einzukreisen. Bleck verliert durch einen Fehltritt den Halt und stürzt von einem Felsen in die Tiefe, stirbt aber nicht. Er feuert auf die Polizisten, tötet einen. Zwei Polizisten werfen Handgranaten in Blecks Versteck, das ist sein Ende. Frank Morgan und Ginny erkennen ihre ausweglose Lage und begehen Selbstmord durch einen gemeinsamen Sprung in die Tiefe.

## Produktionsnotizen
Die Außenaufnahmen entstanden in Marseille und Bouches-du-Rhône in Südfrankreich, die Innenaufnahmen im CCC-Atelier in Berlin-Spandau. Die Musik komponierte Claude Bolling. Anneliese Ludwig steuerte die Kostüme bei. Die Bauten stammten von Hanns H. Kuhnert und Wilhelm Vorwerg. Der italienische Titel lautet Il mondo nella mia tasca, der französische Vendredi 13 heures.

## Kritik
„Herkömmlich erfunden und mit filmüblichen Mitteln so spannend wie möglich gemacht.“

„Ein routiniert abgespulter Kriminalfilm, basierend auf dem Roman «On Friday at Eleven» von James Hadley Chase. Bemerkenswert bei dieser unterhaltsamen Dutzendware ist die hochkarätige internationale Besetzung (…). Reizvoll zudem die südfranzösischen Außenaufnahmen, verantwortet von Kameramann Václav Vich.“

„Gut gemachter, aber im Drehbuch allzu klischeehaft angelegter Kriminalfilm, der überdies durch Freude an Grausamkeit und durch Veredelung der Verbrecher belastet ist.“

## Quelle
- Programm zum Film, erschienen im Verlag Das Neue Film-Programm GmbH, Mannheim, ohne Nummernangabe